# Pinctada
Pinctada är ett släkte av musslor. Pinctada ingår i familjen Pteriidae.
Kladogram enligt Catalogue of Life:
| Pinctada | \| \| Pinctada galtsoffi \| \| \| \| \| \| Pinctada imbricata \| \| \| \| \| \| Pinctada margaritifera \| \| \| \| |
|          | \| \| Pinctada galtsoffi \| \| \| \| \| \| Pinctada imbricata \| \| \| \| \| \| Pinctada margaritifera \| \| \| \| |
|          | Pteria |
|          | |
|          | Pinctada galtsoffi                                                                                                 |
|          | |
|          | Pinctada imbricata                                                                                                 |
|          | |
|          | Pinctada margaritifera                                                                                             |
|          | |

|  | Pinctada galtsoffi     |
|  |                        |
|  | Pinctada imbricata     |
|  |                        |
|  | Pinctada margaritifera |
|  |                        |

## Bildgalleri

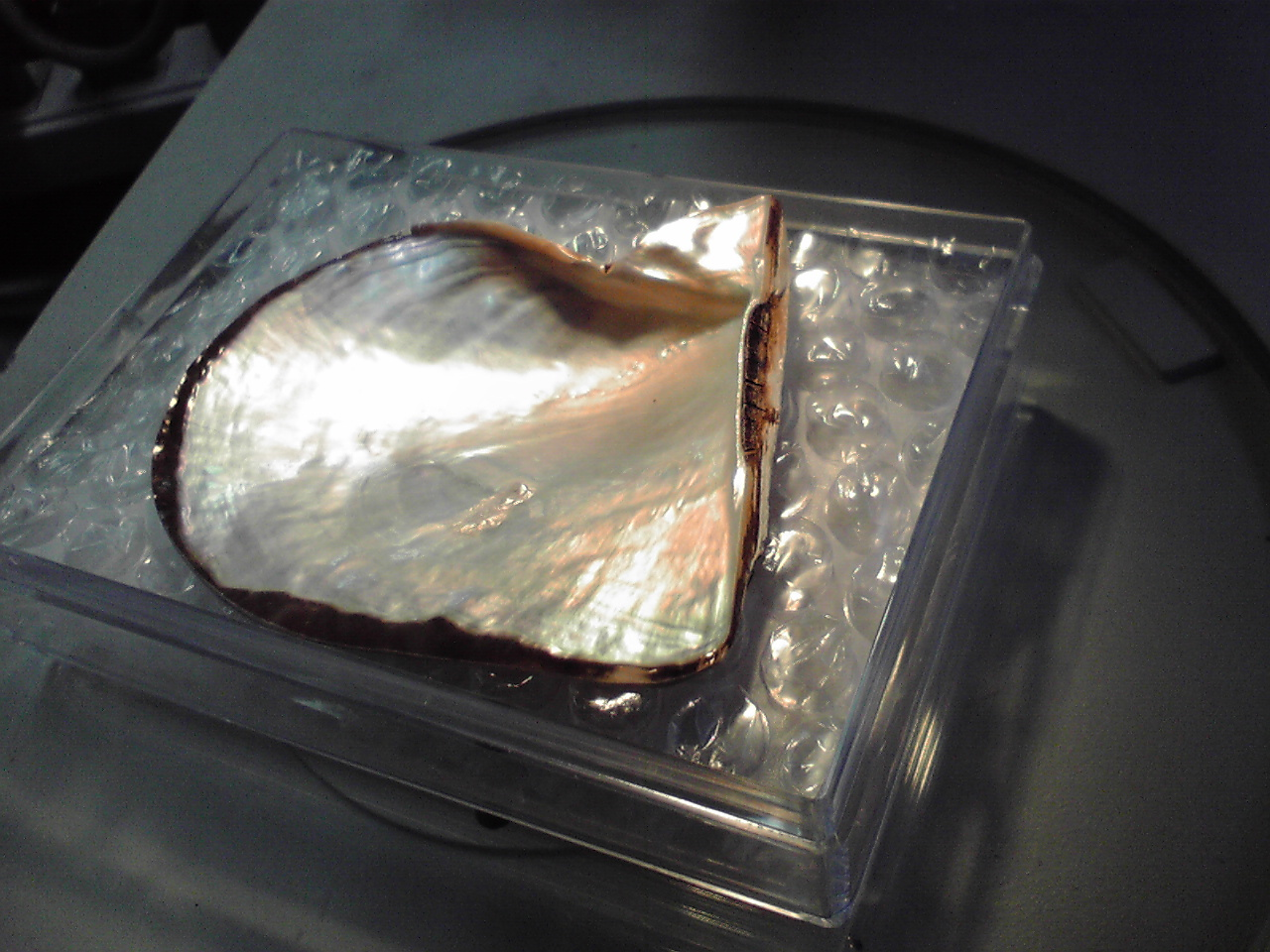
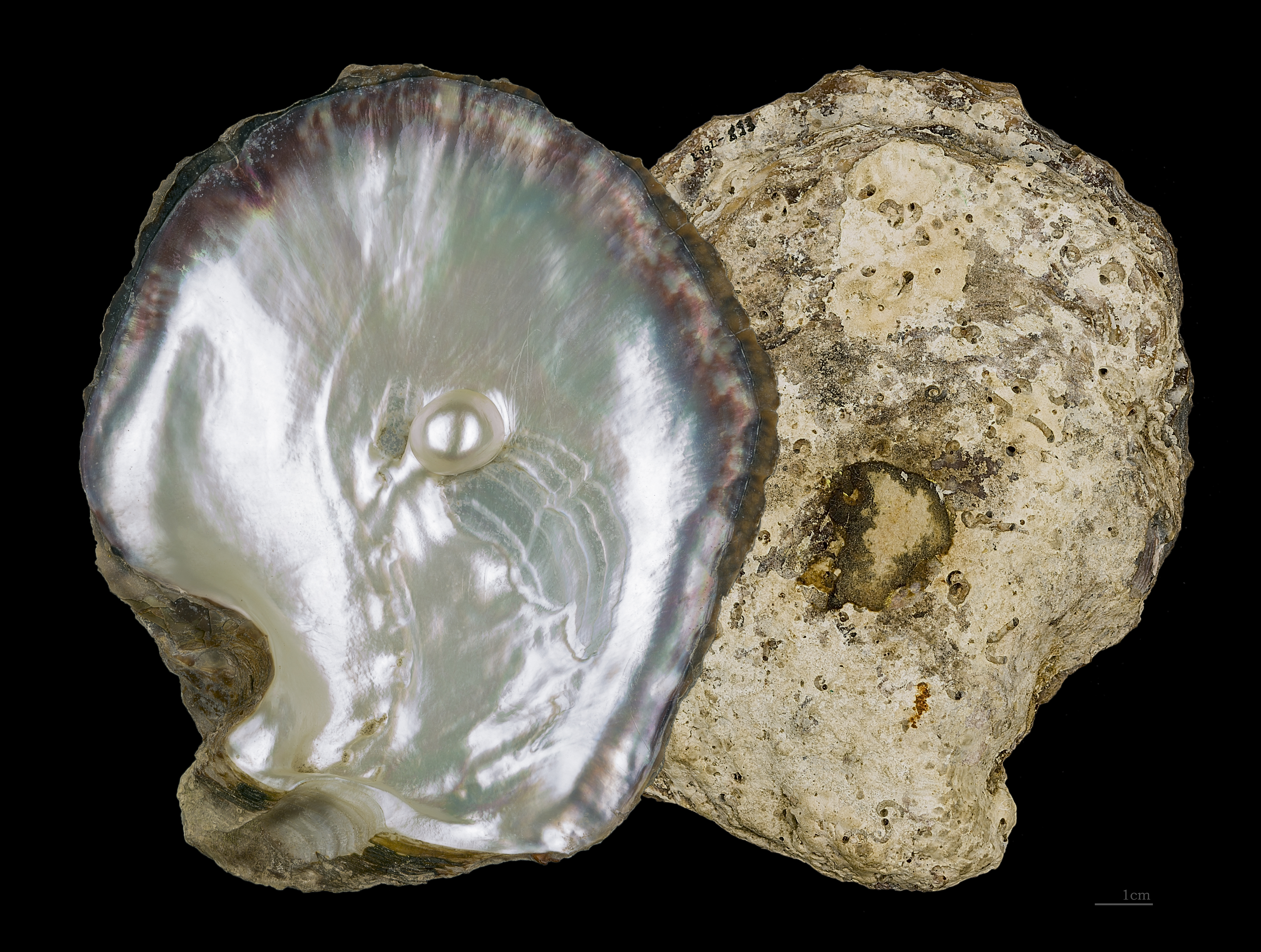
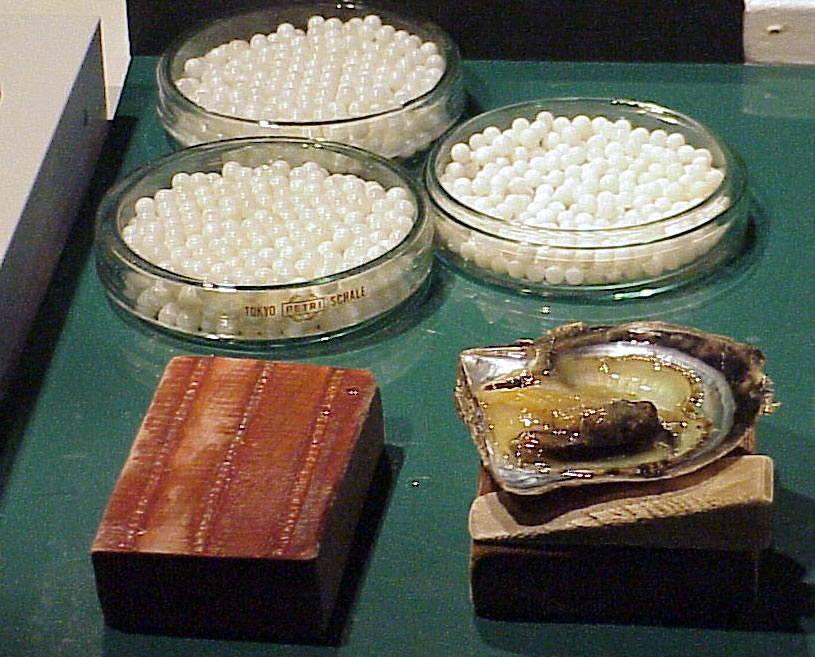
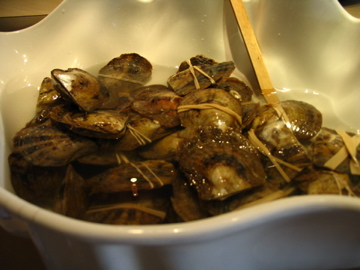
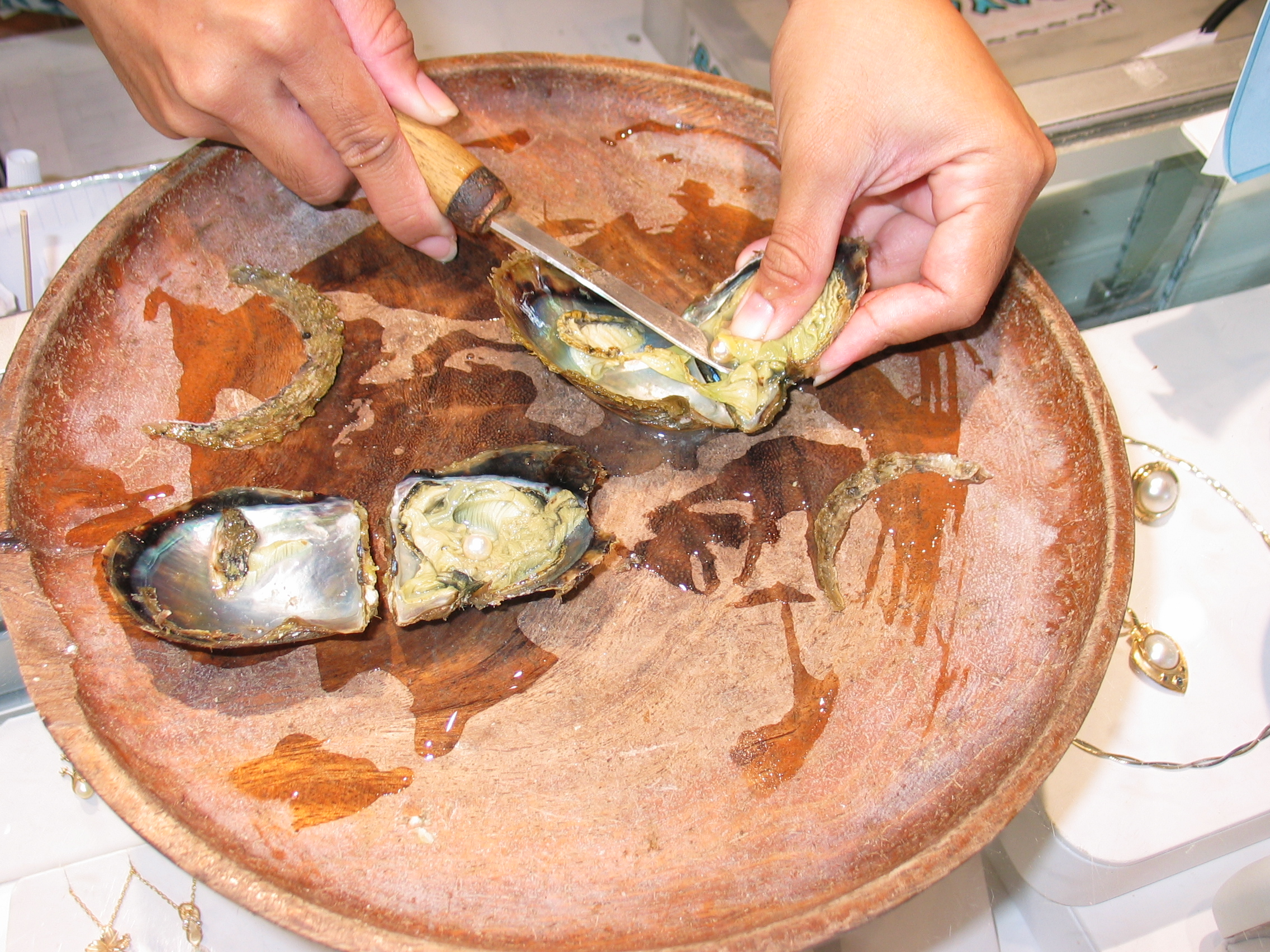
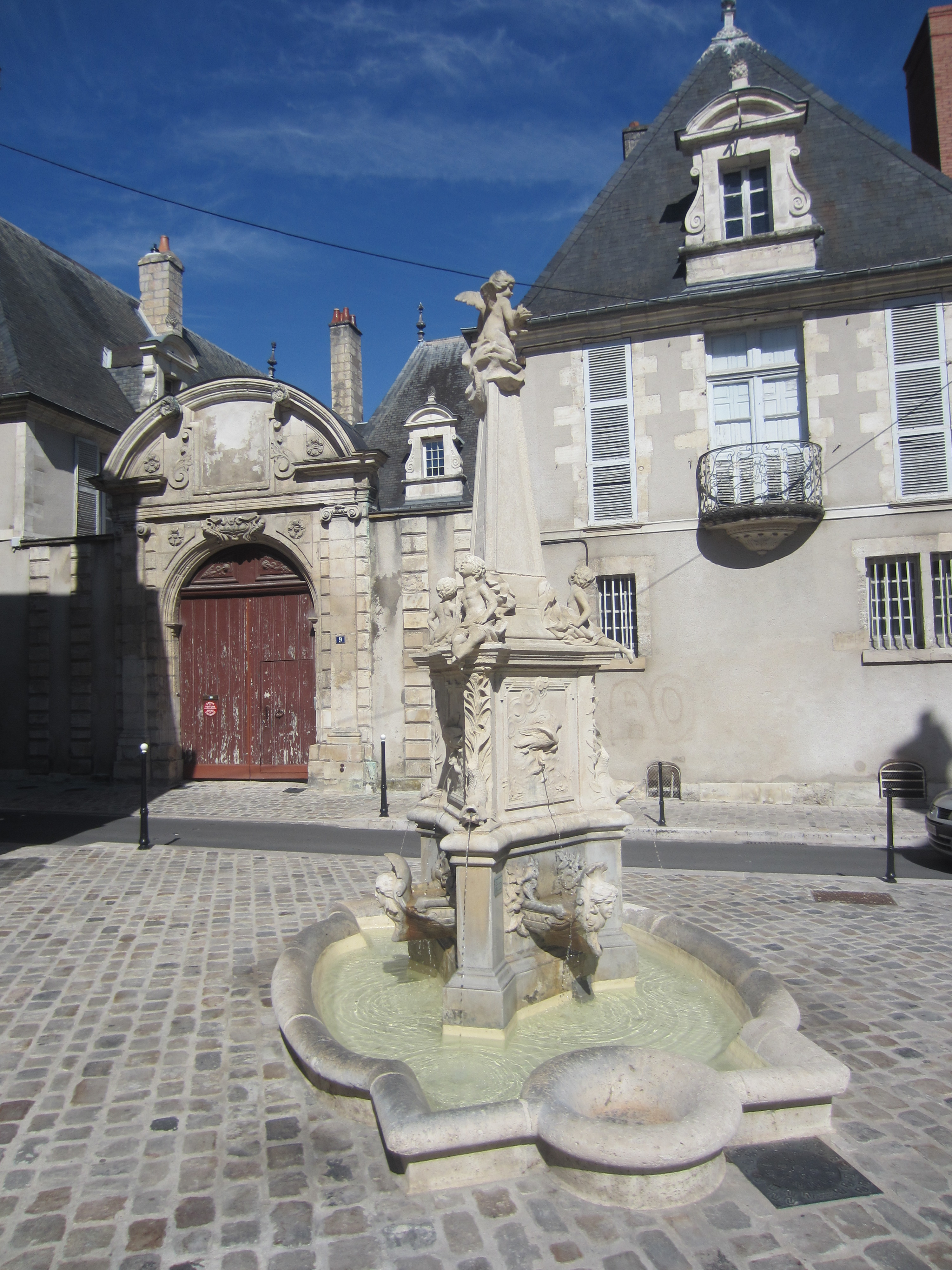